# Dioscorea sinuata
Dioscorea sinuata là một loài thực vật có hoa trong họ Dioscoreaceae. Loài này được Vell. mô tả khoa học đầu tiên năm 1831.